# Portoryko na Letnich Igrzyskach Olimpijskich 2020
Portoryko na Letnich Igrzyskach Olimpijskich 2020 reprezentowało 37 zawodników: 13 mężczyzn i 24 kobiety. Był to 19. start reprezentacji Portoryko na letnich igrzyskach olimpijskich.

## Zdobyte medale[3]
| Medal | Zawodnik              | Dyscyplina    | Konkurencja               | Rezultat | Data       |
| ----- | --------------------- | ------------- | ------------------------- | -------- | ---------- |
| Złoto | Jasmine Camacho-Quinn | Lekkoatletyka | 100 m przez płotki kobiet | 12,37 s  | 2 sierpnia |

## Skład kadry

### Boks
| Zawodnik       | Konkurencja         | 1/16             | 1/8              | Ćwierćfinał      | Półfinał         | Finał            | Finał   | Źródło |
| Zawodnik       | Konkurencja         | Przeciwnik Wynik | Przeciwnik Wynik | Przeciwnik Wynik | Przeciwnik Wynik | Przeciwnik Wynik | Miejsce | Źródło |
| -------------- | ------------------- | ---------------- | ---------------- | ---------------- | ---------------- | ---------------- | ------- | ------ |
| Yankiel Rivera | waga musza mężczyzn | Bıbosynov P 1-4  | NQ               | NQ               | NQ               | NQ               | 17.     | [ 4 ]  |

### Golf
| Zawodnik      | Konkurencja | Runda 1 | Runda 2 | Runda 3 | Runda 4 | Łącznie | Łącznie | Łącznie | Źródło |
| Zawodnik      | Konkurencja | Wynik   | Wynik   | Wynik   | Wynik   | Wynik   | Par     | Pozycja | Źródło |
| ------------- | ----------- | ------- | ------- | ------- | ------- | ------- | ------- | ------- | ------ |
| Maria Torres  | kobiety     | 73      | 77      | 70      | 67      | 287     | + 3     | 48.     | [ 5 ]  |
| Rafael Campos | Mężczyźni   | 73      | 73      | 70      | 72      | 288     | + 4     | 57.     | [ 6 ]  |

### Jeździectwo
WKKW
| Zawodnik      | Konkurencja   | Koń                     | Ujeżdżenie | Cross country | Skoki (runda kwalifikacyjna) | Razem | Skoki (runda finałowa) | Finał | Pozycja | Źródło |
| ------------- | ------------- | ----------------------- | ---------- | ------------- | ---------------------------- | ----- | ---------------------- | ----- | ------- | ------ |
| Lauren Billys | indywidualnie | Castle Larchfield Purdy | 39,90      | EL            | NQ                           | NQ    | NQ                     | NQ    | NQ      | [ 7 ]  |

### Judo
| Zawodnik       | Konkurencja | 1/16                | 1/8                 | Ćwierćfinał         | Półfinał            | Repasaże            | Finał / 3.miejsce   | Finał / 3.miejsce | Źródła |
| Zawodnik       | Konkurencja | Przeciwniczka Wynik | Przeciwniczka Wynik | Przeciwniczka Wynik | Przeciwniczka Wynik | Przeciwniczka Wynik | Przeciwniczka Wynik | Pozycja           | Źródła |
| -------------- | ----------- | ------------------- | ------------------- | ------------------- | ------------------- | ------------------- | ------------------- | ----------------- | ------ |
| Adrián Gandía  | -81 kg (m)  | Casse P 01-11       | NQ                  | NQ                  | NQ                  | NQ                  | NQ                  | 17.               | [ 8 ]  |
| María Pérez    | -70 kg (k)  | N/A                 | Howell W 10-00      | Arai P 00-10        | NQ                  | NQ                  | NQ                  | 9.                | [ 9 ]  |
| Melissa Mojica | +78 kg (k)  | N/A                 | Nunes P 00-01       | NQ                  | NQ                  | NQ                  | NQ                  | 17.               | [ 10 ] |

### Koszykówka
Turniej kobiet
- Reprezentacja kobiet

| - Jennifer O’Neill - Tayra Meléndez - Pamela Rosado - Allison Gibson - Jada Stinson - Dayshalee Salamán |  | - Jazmon Gwathmey - Isalys Quiñones - Sabrina Lozada-Cabbage - India Pagán - Jacqueline Benítez - Michelle González |

| Drużyna   | Konkurencja | Faza grupowa     | Faza grupowa     | Faza grupowa     | Faza grupowa | Ćwierćfinały     | Półfinały        | Finał            | Pozycja | Źródło        |
| Drużyna   | Konkurencja | Przeciwnik Wynik | Przeciwnik Wynik | Przeciwnik Wynik | Pozycja      | Przeciwnik Wynik | Przeciwnik Wynik | Przeciwnik Wynik | Pozycja | Źródło        |
| --------- | ----------- | ---------------- | ---------------- | ---------------- | ------------ | ---------------- | ---------------- | ---------------- | ------- | ------------- |
| Portoryko | kobiety     | Chiny 55-97      | Belgia 52-87     | Australia 69-96  | 4.           | NQ               | NQ               | NQ               | 12.     | [ 11 ] [ 12 ] |

### Lekkoatletyka
Konkurencje biegowe
| Zawodnik              | Konkurencja            | Eliminacje | Eliminacje | Półfinał | Półfinał | Finał | Finał   | Źródło |
| Zawodnik              | Konkurencja            | Wynik      | Miejsce    | Wynik    | Miejsce  | Wynik | Miejsce | Źródło |
| --------------------- | ---------------------- | ---------- | ---------- | -------- | -------- | ----- | ------- | ------ |
| Ryan Sánchez          | 800 m (m)              | 1:47,07    | 7.         | NQ       | NQ       | NQ    | NQ      | [ 13 ] |
| Andrés Arroyo         | 800 m (m)              | 1:53,09    | 7.         | NQ       | NQ       | NQ    | NQ      | [ 13 ] |
| Wesley Vázquez        | 800 m (m)              | 1:49,06    | 7.         | NQ       | NQ       | NQ    | NQ      | [ 13 ] |
| Jasmine Camacho-Quinn | 100 m przez płotki (k) | 12,41      | 1.         | 12,26    | 1.       | 12,37 | złoto   | [ 14 ] |

### Pływanie
| Zawodnik       | Konkurencja          | Eliminacje | Eliminacje | Półfinał | Półfinał | Finał | Finał   | Źródło               |
| Zawodnik       | Konkurencja          | Czas       | Miejsce    | Czas     | Miejsce  | Czas  | Miejsce | Źródło               |
| -------------- | -------------------- | ---------- | ---------- | -------- | -------- | ----- | ------- | -------------------- |
| Jarod Arroyo   | 200 m zmiennym (m)   | 2:01,92    | 39.        | NQ       | NQ       | NQ    | NQ      | [ 15 ] [ 16 ] [ 17 ] |
| Jarod Arroyo   | 400 m zmiennym (m)   | 4:17,46    | 22.        | N/A      | N/A      | NQ    | NQ      | [ 18 ] [ 19 ]        |
| Miriam Sheehan | 100 m dowolnym (k)   | 56,64      | 38.        | NQ       | NQ       | NQ    | NQ      | [ 20 ] [ 21 ] [ 22 ] |
| Miriam Sheehan | 100 m motylkowym (k) | 1:02,49    | 31.        | NQ       | NQ       | NQ    | NQ      | [ 23 ] [ 24 ] [ 25 ] |

### Skateboarding
| Zawodnik       | Konkurencja | Eliminacje | Eliminacje | Eliminacje | Eliminacje | Finał | Finał | Finał | Pozycja | Źródło |
| Zawodnik       | Konkurencja | 1          | 2          | 3          | Wynik      | 1     | 2     | 3     | Pozycja | Źródło |
| -------------- | ----------- | ---------- | ---------- | ---------- | ---------- | ----- | ----- | ----- | ------- | ------ |
| Steven Pineiro | park (m)    | 64,11      | 68,14      | 76,20      | 76,20      | 5,20  | 75,17 | 74,53 | 6.      | [ 26 ] |

| Zawodnik       | Konkurencja | Eliminacje | Eliminacje | Finał  | Finał   | Źródło |
| Zawodnik       | Konkurencja | Punkty     | Miejsce    | Punkty | Miejsce | Źródło |
| -------------- | ----------- | ---------- | ---------- | ------ | ------- | ------ |
| Manny Santiago | street (m)  | 5,45       | 19.        | NQ     | NQ      | [ 27 ] |

### Skoki do wody
| Zawodnik                          | Konkurencja                  | Preeliminacje | Preeliminacje | Półfinał | Półfinał | Finał  | Finał   | Źródło               |
| Zawodnik                          | Konkurencja                  | Punkty        | Miejsce       | Punkty   | Miejsce  | Punkty | Miejsce | Źródło               |
| --------------------------------- | ---------------------------- | ------------- | ------------- | -------- | -------- | ------ | ------- | -------------------- |
| Rafael Quintero (skoczek do wody) | wieża 10 m indywidualnie (m) | 396,90        | 12.           | 397,55   | 14.      | NQ     | NQ      | [ 28 ] [ 29 ] [ 30 ] |

### Strzelectwo
| Zawodnik        | Konkurencja                         | Kwalifikacje | Kwalifikacje | Finał | Finał   | Źródło        |
| Zawodnik        | Konkurencja                         | Wynik        | Pozycja      | Wynik | Pozycja | Źródło        |
| --------------- | ----------------------------------- | ------------ | ------------ | ----- | ------- | ------------- |
| Yarimar Mercado | karabin małokalibrowy 3 postawy (k) | 1157-49x     | 28.          | NQ    | NQ      | [ 31 ] [ 32 ] |

### Taekwondo
| Zawodnik           | Konkurencja   | 1/16 finału      | 1/8 finału       | Ćwierćfinał      | Półfinał         | Repesaż          | Finał/3.miejsce  | Finał/3.miejsce | Źródło |
| Zawodnik           | Konkurencja   | Przeciwnik Wynik | Przeciwnik Wynik | Przeciwnik Wynik | Przeciwnik Wynik | Przeciwnik Wynik | Przeciwnik Wynik | Pozycja         | Źródło |
| ------------------ | ------------- | ---------------- | ---------------- | ---------------- | ---------------- | ---------------- | ---------------- | --------------- | ------ |
| Victoria Stambaugh | -49 kg kobiet | Semberg P 2-22   | NQ               | NQ               | NQ               | NQ               | NQ               | 17.             | [ 33 ] |

### Tenis stołowy
| Zawodnik       | Konkurencja        | Eliminacje       | Runda 1            | Runda 2          | Runda 3          | 1/8 finału       | Ćwierćfinały     | Półfinały        | Finał            | Finał   | Źródło |
| Zawodnik       | Konkurencja        | Przeciwnik Wynik | Przeciwnik Wynik   | Przeciwnik Wynik | Przeciwnik Wynik | Przeciwnik Wynik | Przeciwnik Wynik | Przeciwnik Wynik | Przeciwnik Wynik | Pozycja | Źródło |
| -------------- | ------------------ | ---------------- | ------------------ | ---------------- | ---------------- | ---------------- | ---------------- | ---------------- | ---------------- | ------- | ------ |
| Brian Afanador | gra pojedyncza (m) | Bye              | Lam Siu-hang P 3-4 | NQ               | NQ               | NQ               | NQ               | NQ               | NQ               | 49.     | [ 34 ] |
| Melanie Díaz   | gra pojedyncza (k) | Bye              | Paranang P 0-4     | NQ               | NQ               | NQ               | NQ               | NQ               | NQ               | 49.     | [ 35 ] |
| Adriana Díaz   | gra pojedyncza (k) | N/A              | N/A                | N/A              | Liu Jia P 0-4    | NQ               | NQ               | NQ               | NQ               | 17.     | [ 35 ] |

### Wioślarstwo
| Zawodnik            | Konkurencja | Eliminacje | Eliminacje | Repesaż | Repesaż | Ćwierćfinały | Ćwierćfinały | Półfinały | Półfinały       | Finał   | Finał      | Miejsce | Źródło |
| Zawodnik            | Konkurencja | Czas       | M.         | Czas    | M.      | Czas         | M.           | Czas      | M.              | Czas    | M.         | Miejsce | Źródło |
| ------------------- | ----------- | ---------- | ---------- | ------- | ------- | ------------ | ------------ | --------- | --------------- | ------- | ---------- | ------- | ------ |
| Veronica Toro Arana | W1x         | 8:11,57    | 3.         | N/A     | N/A     | 8:35,32      | 6.           | 7:53,36   | 5. Półfinał C/D | 7:57,22 | 4. Finał D | 22.     | [ 36 ] |

### Zapasy
| Zawodnik       | Konkurencja                | Kwalifikacje     | 1/8                 | Ćwierćfinał      | Półfinał         | Repesaż 1        | Finał            | Finał   | Źródło |
| Zawodnik       | Konkurencja                | Przeciwnik Wynik | Przeciwnik Wynik    | Przeciwnik Wynik | Przeciwnik Wynik | Przeciwnik Wynik | Przeciwnik Wynik | Pozycja | Źródło |
| -------------- | -------------------------- | ---------------- | ------------------- | ---------------- | ---------------- | ---------------- | ---------------- | ------- | ------ |
| Franklin Gómez | -74 kg mężczyzn styl wolny | N/A              | Abduraxmonov P 0-10 | NQ               | NQ               | NQ               | NQ               | 16.     | [ 37 ] |

### Żeglarstwo
| Zawodnik                        | Konkurencja | Wyścig | Wyścig | Wyścig | Wyścig | Wyścig | Wyścig | Wyścig | Wyścig | Wyścig | Wyścig | Wyścig | Wyścig | Wyścig | Punkty | Finałowa pozycja | Źródło |
| Zawodnik                        | Konkurencja | 1      | 2      | 3      | 4      | 5      | 6      | 7      | 8      | 9      | 10     | 11     | 12     | M*     | Punkty | Finałowa pozycja | Źródło |
| ------------------------------- | ----------- | ------ | ------ | ------ | ------ | ------ | ------ | ------ | ------ | ------ | ------ | ------ | ------ | ------ | ------ | ---------------- | ------ |
| Enrique Figueroa Gretchen Ortiz | Nacra 17    | 15     | 16     | 16     | 18     | 18     | 19     | 4      | 17     | 19     | 15     | 18     | 18     | NQ     | 174    | 17.              | [ 38 ] |

M - Wyścig medalowy